# Registro Nacional de Lugares Históricos no Wyoming
Edifícios, locais, distritos e objetos no Registro Nacional de Lugares Históricos no Wyoming. Desde 7 de fevereiro de 2014 existem 536 propriedades e distritos do Registro Nacional de Lugares Históricos listados nos 23 condados do Wyoming, incluindo os 24 nomeados no Marco Histórico Nacional.
Os condados de Teton e Laramie são os que contém a maior quantidade de registros, enquanto os condados de Washakie e Campbell contem apenas quatro registros cada um. Os primeiros NRHPs no Wyoming foram designados em 15 de outubro de 1966 e os mais recentes em 8 de janeiro de 2014.

## Números de propriedades por condado
A relação a seguir lista as entradas atuais, por condado, pertencentes ao Registro Nacional de Lugares Históricos. Estas somas são baseadas em inscrições no Banco de Dados do Cadastro Nacional de Informações a partir de 24 de abril de 2008, e nas novas listas semanais postadas desde então no site do National Register of Historic Places. Há inclusões freqüentes e exclusões ocasionais à lista, fazendo com que as contagens mostradas aqui sejam aproximadas e não oficiais. Igualmente, a contagem desta tabela exclui o aumento e diminuição de fronteiras que modificam a área coberta por uma propriedade existente ou distrito e que apresentem um número de referência nacional distinto no Regisro Nacional.
|              | \| \| Condado \| Nº de lugares \| \| ------------ \| ------------ \| ------------- \| \| 1 \| Albany \| 41 \| \| 2 \| Big Horn \| 22 \| \| 3 \| Campbell \| 4 \| \| 4 \| Carbon \| 49 \| \| 5 \| Converse \| 22 \| \| 6 \| Crook \| 13 \| \| 7 \| Fremont \| 35 \| \| 8 \| Goshen \| 6 \| \| 9 \| Hot Springs \| 10 \| \| 10 \| Johnson \| 24 \| \| 11 \| Laramie \| 56 \| \| 12 \| Lincoln \| 11 \| \| 13 \| Natrona \| 35 \| \| 14 \| Niobrara \| 6 \| \| 15 \| Park \| 39 \| \| 16 \| Platte \| 13 \| \| 17 \| Sheridan \| 25 \| \| 18 \| Sublette \| 19 \| \| 19 \| Sweetwater \| 30 \| \| 20 \| Teton \| 57 \| \| 21 \| Uinta \| 14 \| \| 22 \| Washakie \| 4 \| \| 23 \| Weston \| 6 \| \| (duplicados) \| (duplicados) \| (6)[3] \| \| Total: \| Total: \| 536 \| |               |
|              | Condado | Nº de lugares |
| 1            | Albany | 41            |
| 2            | Big Horn | 22            |
| 3            | Campbell | 4             |
| 4            | Carbon | 49            |
| 5            | Converse | 22            |
| 6            | Crook | 13            |
| 7            | Fremont | 35            |
| 8            | Goshen | 6             |
| 9            | Hot Springs | 10            |
| 10           | Johnson | 24            |
| 11           | Laramie | 56            |
| 12           | Lincoln | 11            |
| 13           | Natrona | 35            |
| 14           | Niobrara | 6             |
| 15           | Park | 39            |
| 16           | Platte | 13            |
| 17           | Sheridan | 25            |
| 18           | Sublette | 19            |
| 19           | Sweetwater | 30            |
| 20           | Teton | 57            |
| 21           | Uinta | 14            |
| 22           | Washakie | 4             |
| 23           | Weston | 6             |
| (duplicados) | (duplicados) | (6)           |
| Total:       | Total: | 536           |